# Chapelle Saint-Hubert de Tervueren
 (août 2025).
La chapelle Saint-Hubert (en néerlandais: Sint-Hubertuskapel ) située sur le territoire de la commune belge de Tervueren, dans la province du Brabant flamand, est un édifice religieux catholique de style baroque dédiée à saint Hubert. À l'origine chapelle castrale, le bâtiment fut reconstruit en pierres au XVIIe siècle. La chapelle est classée au patrimoine immobilier de la Région flamande. 

## Historique
La chapelle fut construite comme chapelle du château de Tervueren.  Selon une légende elle aurait été construite  à l'emplacement de la villa où serait mort de saint Hubert.
D'abord construite en bois en face du pont-levis, la chapelle est entièrement refaite en pierre au XVIIe siècle, par Wenceslas Cobergher, sous ordre d'Albert et Isabelle comme le reste du château.
Lors de la destruction du château, la chapelle fut épargnée grâce à la protestation populaire et pour des raisons financières. 
Fermée au culte lors de la période révolutionnaire française, elle fut rouverte à celui-ci par Guillaume Ier. En 1884, une tempête endommagea fortement la chapelle. Les peintures furent transférées en 1895 aux musées royaux des beaux-arts de Belgique. 
Des restaurations complètes furent entreprises en 1954 et 1993.  
La chapelle est classée comme monument historique .